# Ервеј Хајтс (Вашингтон)
Ервеј Хајтс (енгл. Airway Heights) град је у америчкој савезној држави Вашингтон. По попису становништва из 2010. у њему је живело 6.114 становника.

## Демографија
Према попису становништва из 2010. у граду је живело 6.114 становника, што је 1.614 (35,9%) становника више него 2000. године.
| Група             | 2000.         | 2010.         |
| Белци             | 3.220 (71,6%) | 4.455 (72,9%) |
| Афроамериканци    | 471 (10,5%)   | 438 (7,2%)    |
| Азијати           | 83 (1,8%)     | 211 (3,5%)    |
| Хиспаноамериканци | 447 (9,9%)    | 507 (8,3%)    |
| Укупно            | 4.500         | 6.114         |